# 李双双
《李双双》是1962年上映的中国电影，由鲁韧执导，李准编剧，张瑞芳、仲星火等主演。该片获得了1963年第二届大众电影百花奖最佳故事片奖。